# Zbiornik wodny Olešná
Zbiornik wodny Olešná (cz. Vodní nádrž Olešná) – zbiornik zaporowy utworzony przez spiętrzenie wód rzeki Olešná na obszarze miasta Frydek-Mistek, w kraju morawsko-śląskim w Czechach. Wybudowany w latach 1960-1964 w celu zaspokojenia potrzeb w wodę przemysłową aglomeracji ostrawskiej. Powierzchnia zbiornika wynosi 88 ha, a pojemność 3,5 miliona m³.
Niedostatek wody przemysłowej w połowie XX wieku stanowił w Zagłębiu Ostrawsko-Karwińskim niemały problem. Budowa zapory na Olešnie powiązana była z planowaną rozbudową huty w Witkowicach, która choć nie została zrealizowana to budowy zbiornika nie wstrzymano, by mógł pełnić funkcję przeciwpowodziową oraz rekreacyjną. Zaopatrzenie w wodę przemysłową ze zbiornika wznowiono za to w 1983 kiedy to w Paskovie uruchomiono nowy młyn celulozowy.

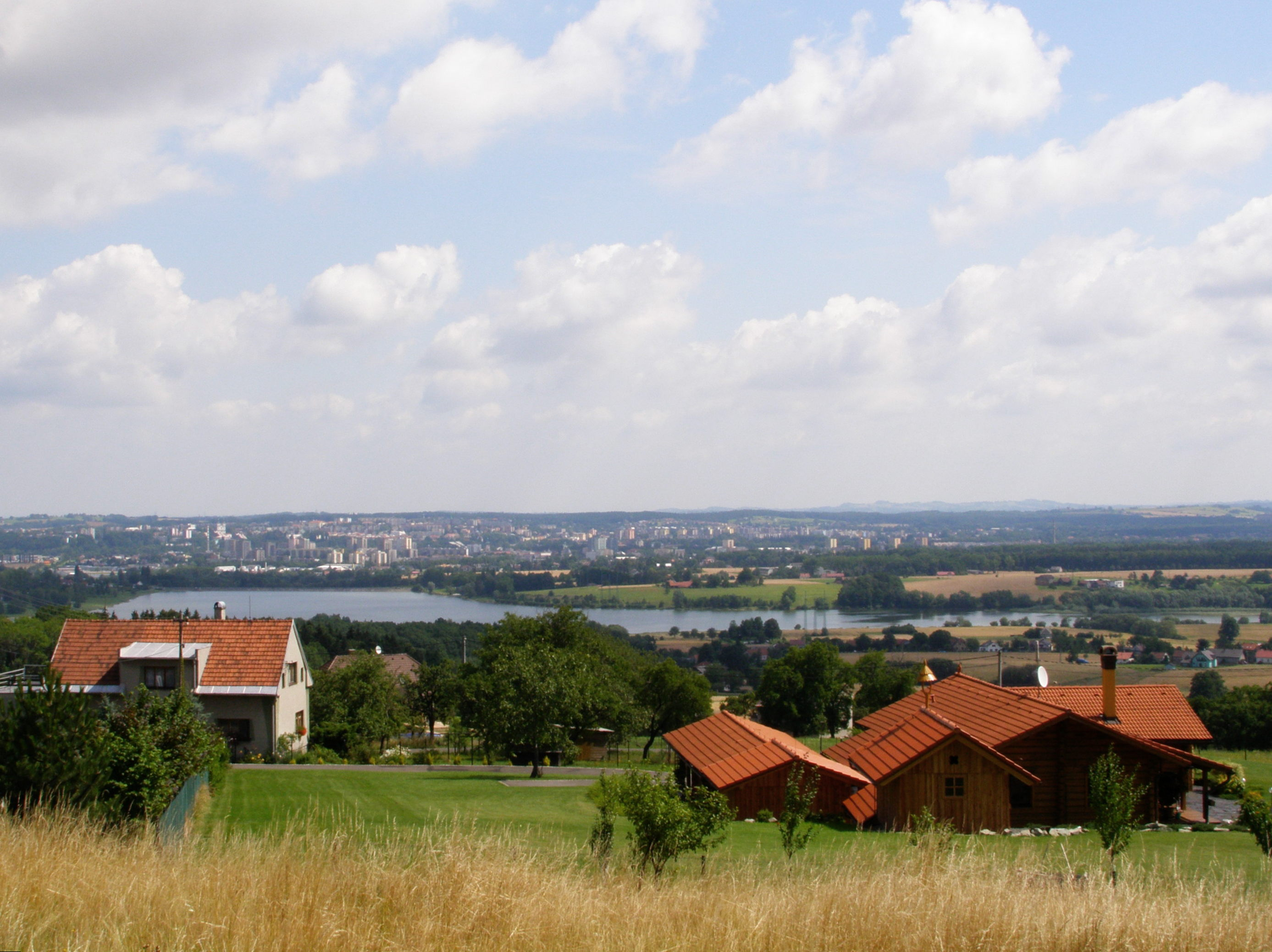
Widok z południowego zachodu, w tle Frydek-Mistek
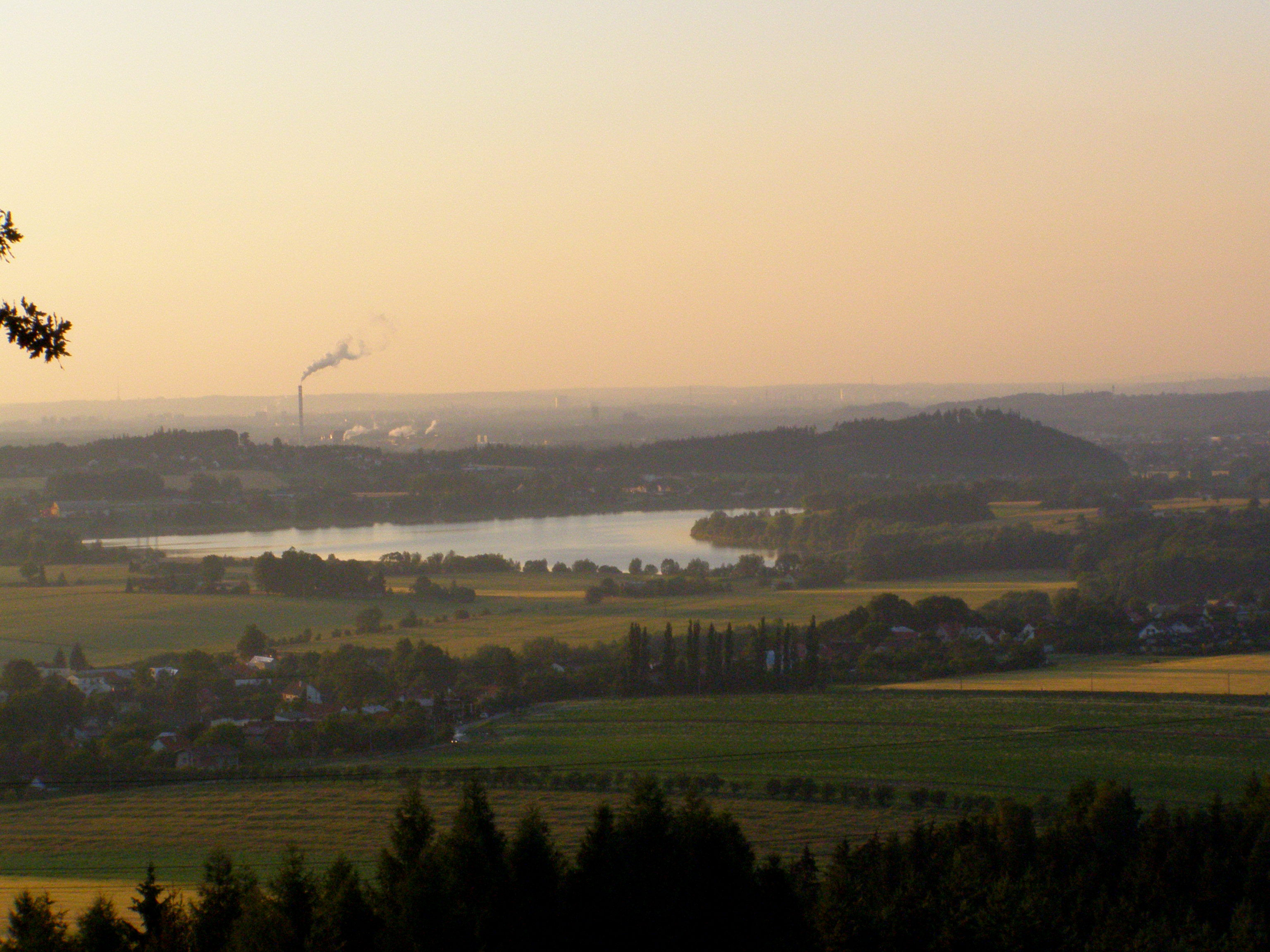
Widok z południowego zachodu
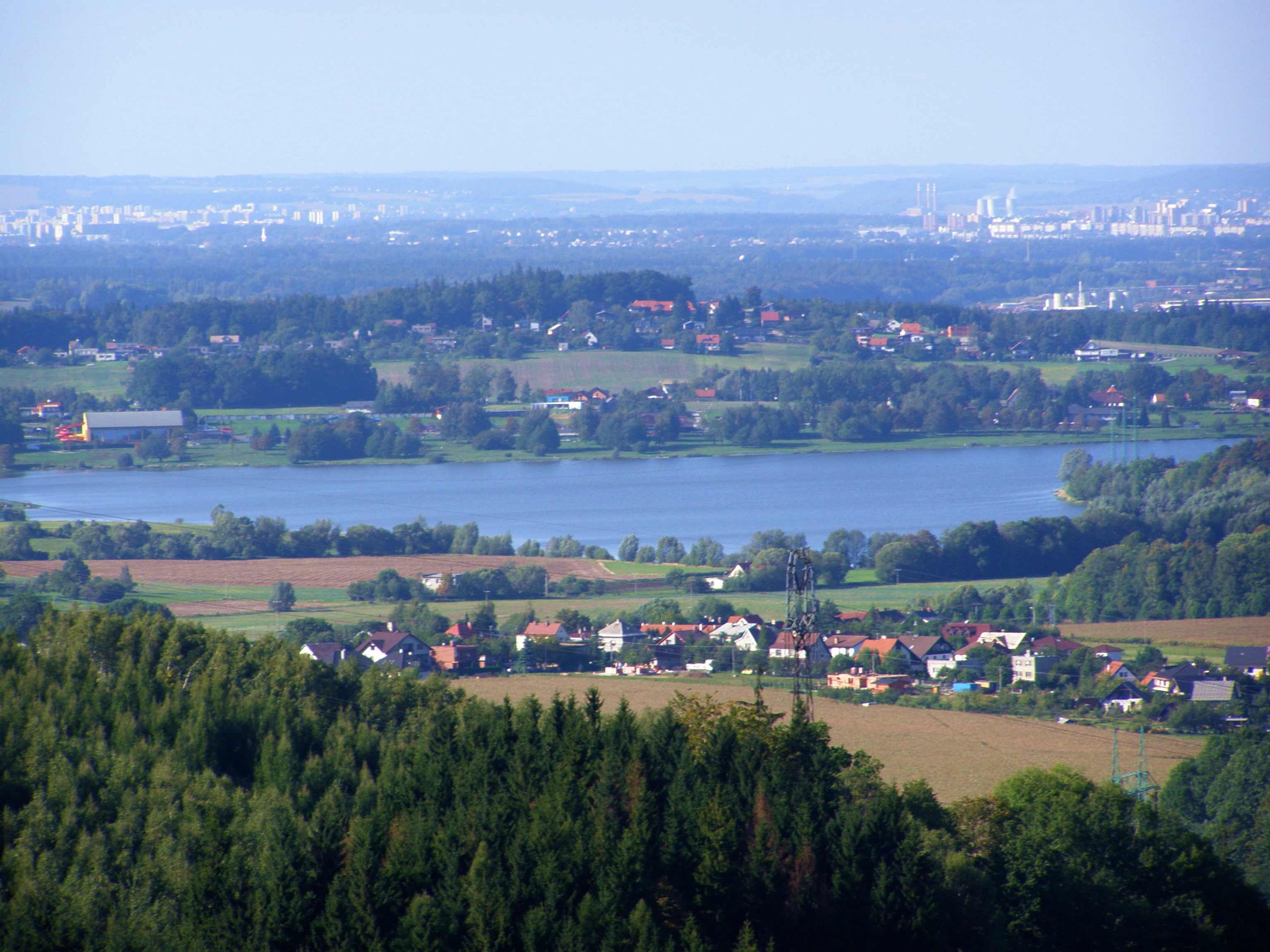
Widok z południowego zachodu
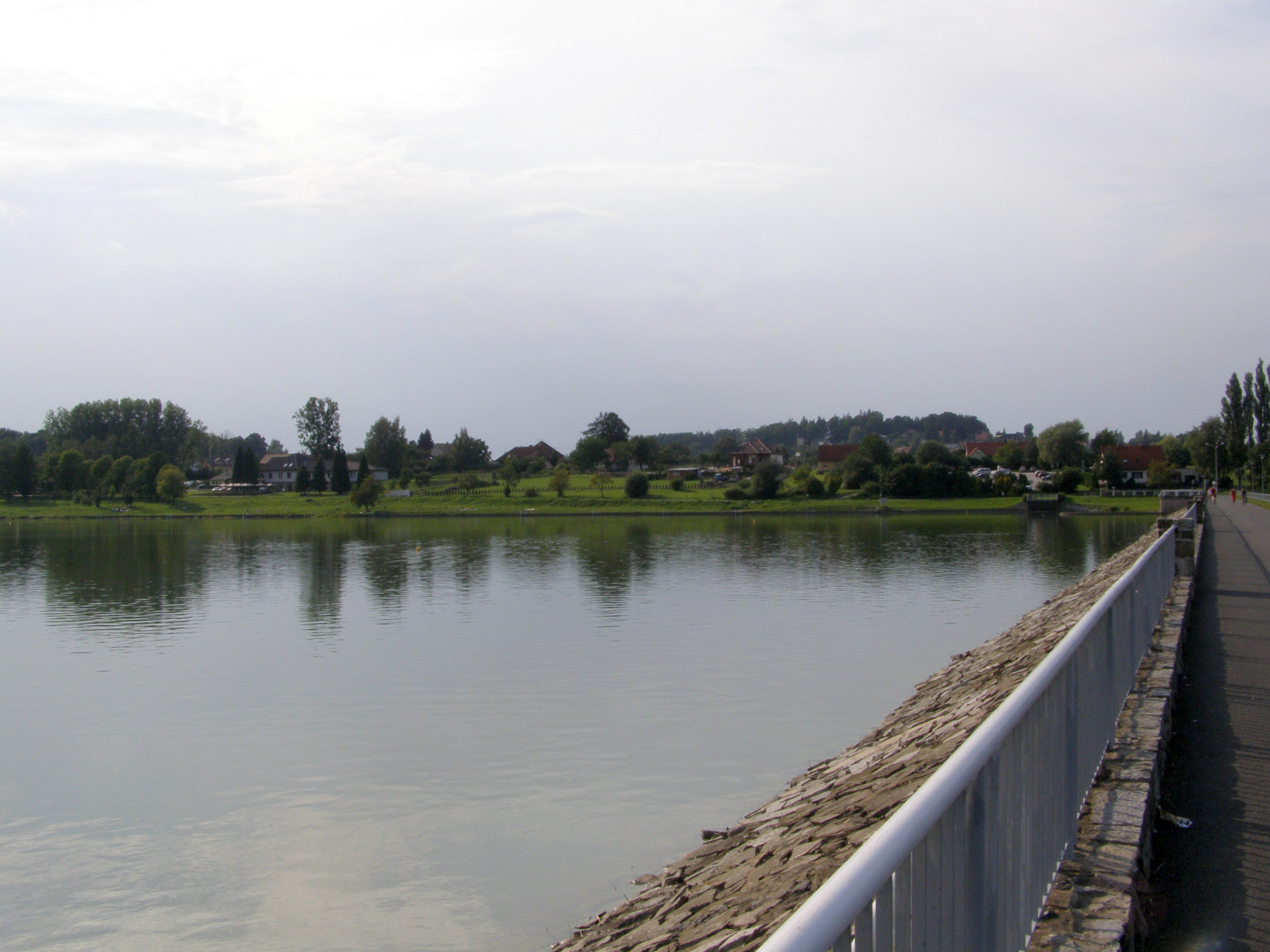
Zapora